# Моисеев, Аркадий Ефимович
 Аркадий Ефимович Моисеев — советский моряк-подводник капитан-лейтенант.

## Биография
Аркадий Моисеев родился в 1913 году в Акмолинске, Казахстан. В 1931 году по путёвке комсомола был направлен на учёбу в Военно-морское училище им. Фрунзе которое успешно закончил в 1936 году. В 1937−1938 годах служил командиром БЧ—1 (штурманской) на подводной лодки «Щ-304». В 1937 году прибыл на Северный флот с Балтийского флота, стал штурманом подводной лодки «Щ-401».В 1938 году — назначен флагманским штурманом 2-го дивизиона подводных лодок Северного флота. В 1938 году — назначен помощником командира подводной лодки «Щ-401». В 1939 году старшего лейтенанта Моисеева командировали в Ленинград на курсы командного состава, которые тот окончил с отличием. В 1939−1940 годах служил на должности помощника командира подводной лодки «К-2», с переходом по Беломорканалу на Северный флот. 20 ноября 1940 года назначен командиром подводной лодки «Щ-401» (2-й дивизион подводных лодок, Северного флота). В этой должности Аркадий Моисеев и встретил войну.

## Великая Отечественная война
В первый же день войны Аркадий Моисеев на Щ-401 вышел в боевой поход, при этом обеспечивающим действия молодого командира А. Е. Моисеева был командир дивизиона И. А. Колышкин. 27 июня 1941 года Аркадий Моисеев осуществил первую в советском флоте торпедную атаку в Великой Отечественной войне. Торпеда была выпущена с дистанции 18 кабельтовых по двум судам, стоящим на якоре в районе Вардё, цели не достигла.
В 1941-1942 годах Моисеев на Щ-401 совершил 7 боевых походов, проведя в них 127 суток, выполнил 8 торпедных атак с выпуском 19 торпед, 23 апреля 1942 года потопил транспорт «Штенсаас» (1359 брт).
15 июля 1941 года в районе острова Вардё двумя торпедами был атакован немецкий тральщик, подводники слышали взрыв и доложили о победе, однако цель не была повреждена и контратаковала обнаружившую себя лодку. После этого похода Моисеев был награждён орденом Красного Знамени.
Погиб вместе со всем экипажем Щ-401 в апреле 1942 года.

## Память
14 июня 1949 года одна из улиц города Полярный была названа в честь Аркадия Моисеева.